# Agave toumeyana
Agave toumeyana är en sparrisväxtart som beskrevs av William Trelease. Agave toumeyana ingår i släktet Agave och familjen sparrisväxter.

## Underarter
Arten delas in i följande underarter:
- A. t. bella
- A. t. toumeyana

## Bildgalleri

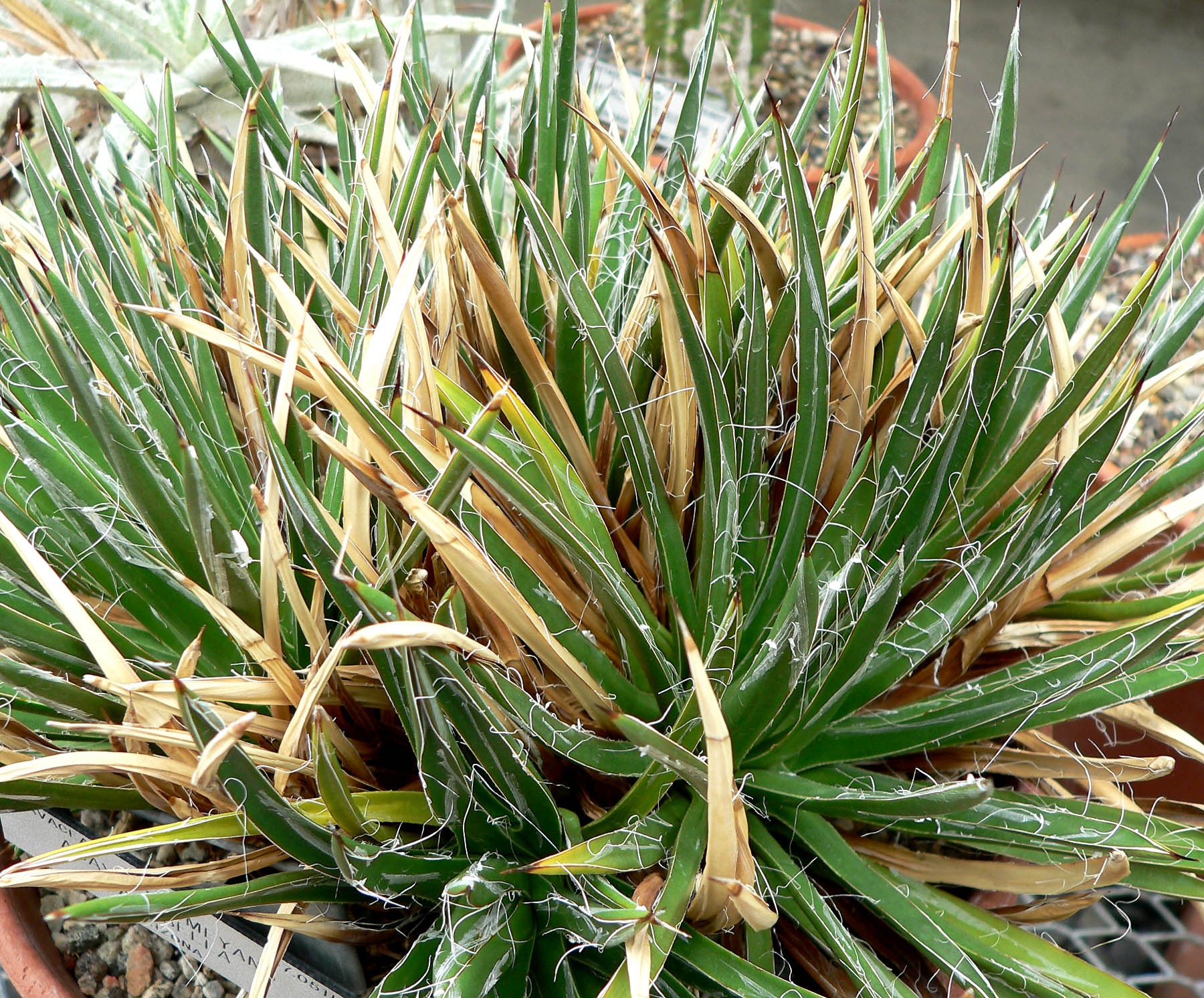
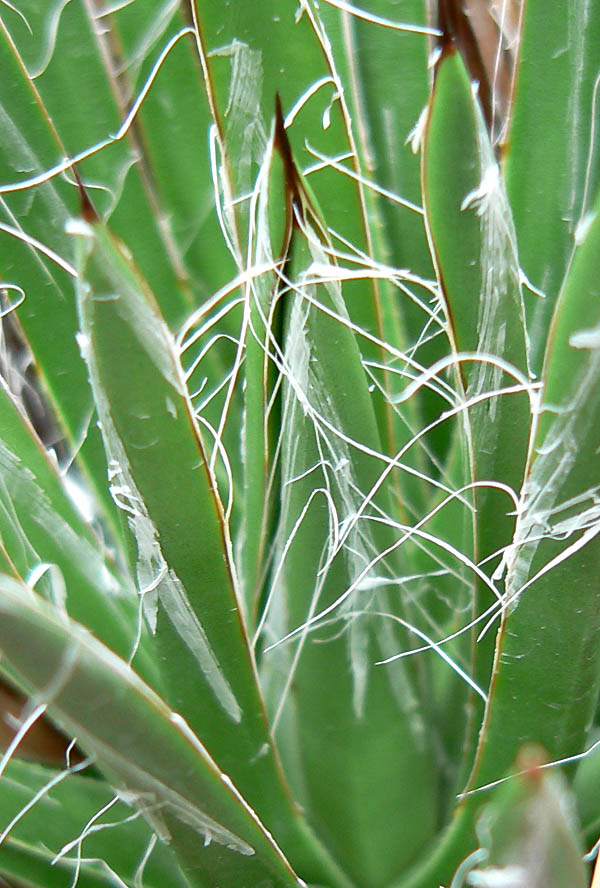
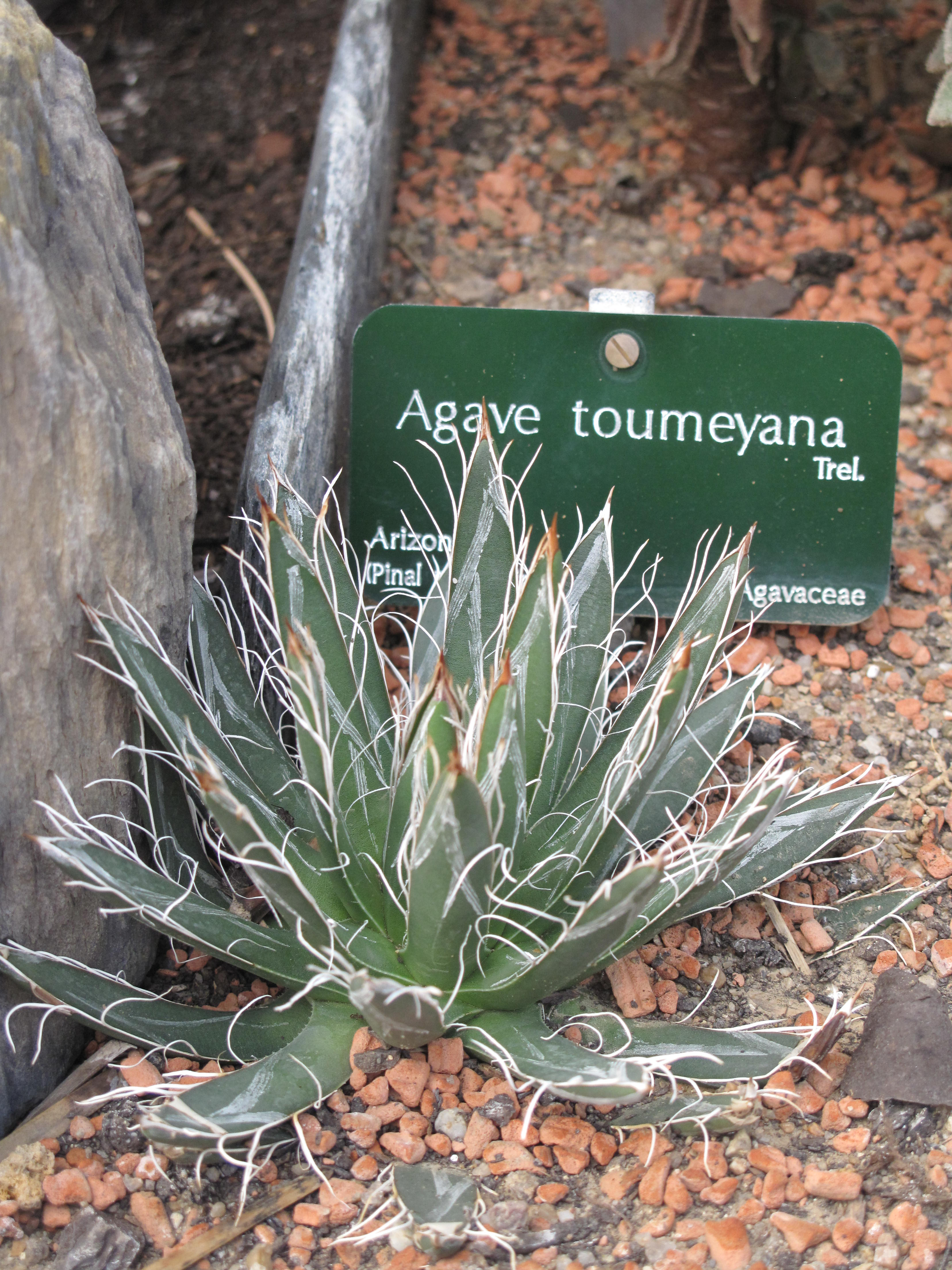
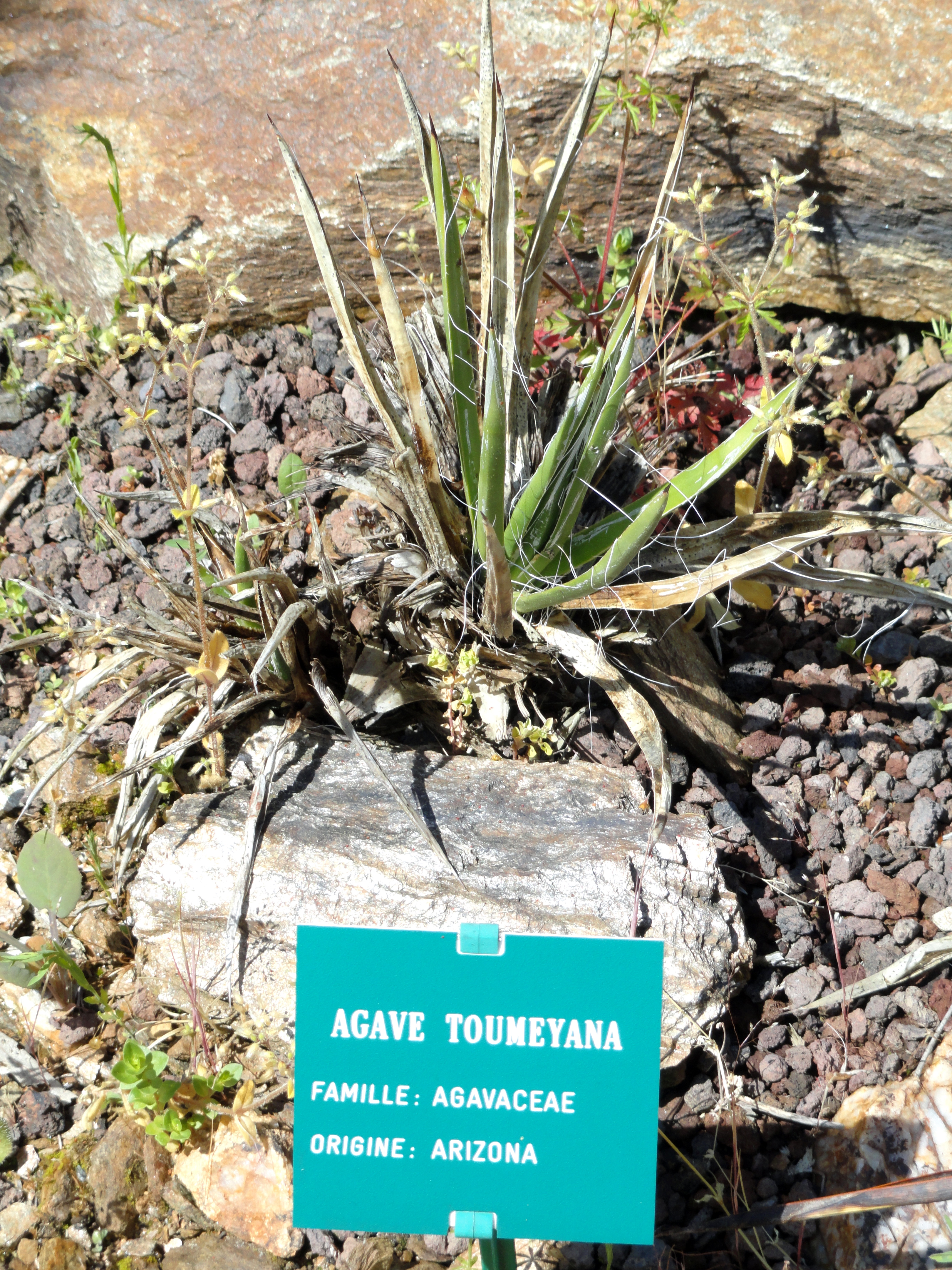
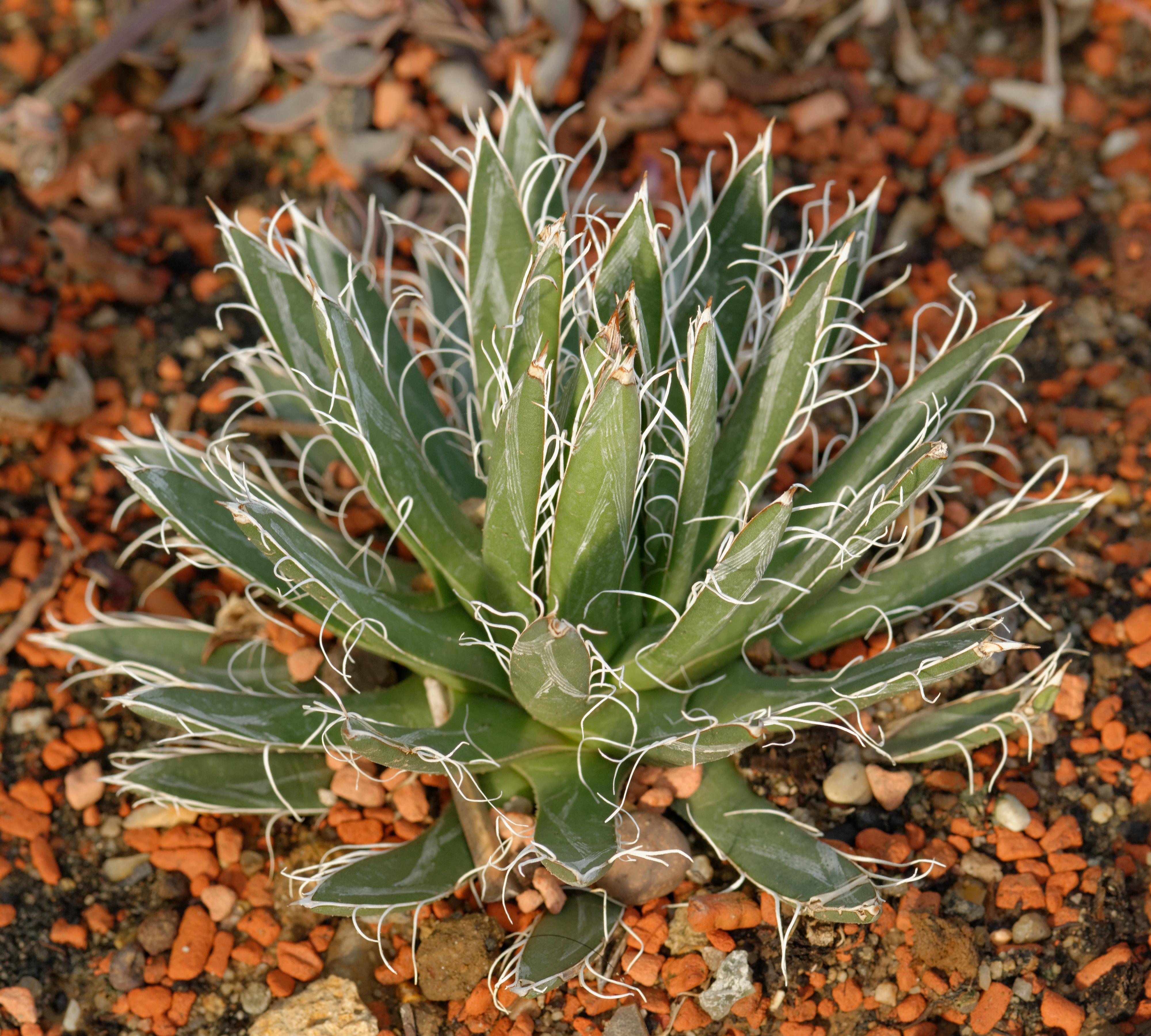